# معركة خليج هيليغولاند (1914)

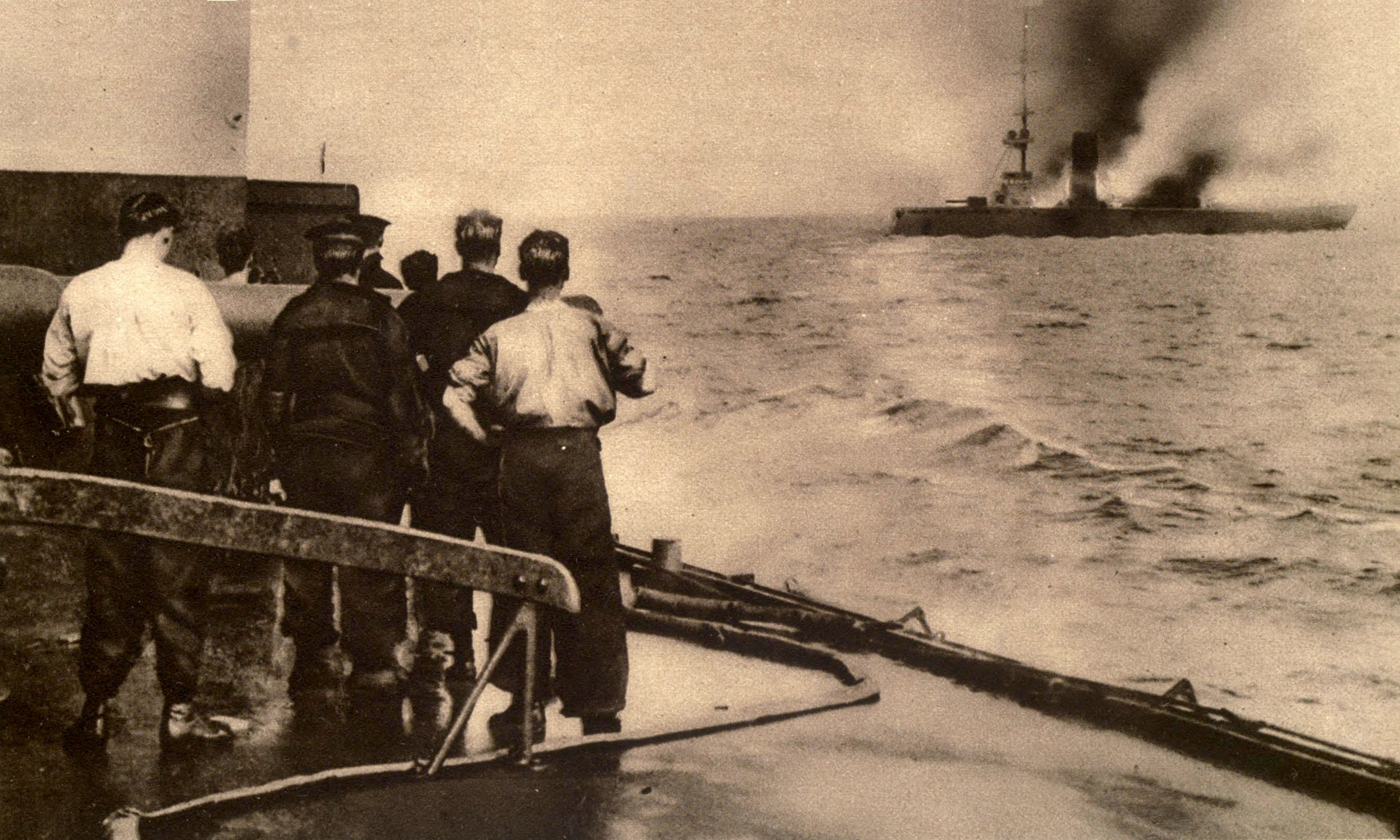
الصورة المأخوذة من على ظهر سفينة حربية بريطانية ، الطراد مشتعلًا بالنيران ويستقر في الماء.

كانت معركة خليج هيليغولاند أول معركة بحرية في الحرب العالمية الأولى، ودارت في 28 أغسطس 1914 بين سفن المملكة المتحدة والقيصرية الألمانية. وقعت المعركة في جنوب شرق بحر الشمال، عندما هاجم البريطانيون الدوريات الألمانية قبالة الساحل الشمالي الغربي لألمانيا. كان أسطول أعالي البحار الألماني في ميناء على الساحل الشمالي لألمانيا، بينما كان الأسطول البريطاني الكبير شماليّ بحر الشمال. انخرط كلا الجانبين في هجمات بعيدة المدى بواسطة الطرادات وطرادات المعارك، مع وجود مدمرة لاستطلاع قريب لمنطقة البحر بالقرب من الساحل الألماني في خليج هيليغولاند.
ابتكر البريطانيون خطةً لنصب كمين للمدمرات الألمانية أثناء دورياتهم اليومية، وأُرسل أسطول بريطاني مكون من 31 مدمرةً وطرّادين تحت قيادة العميد البحري ريجينالد تيرويت، مع غواصات بقيادة العميد البحري روجر كيز؛ مدعومين بستة طرادات خفيفة إضافية بقيادة ويليام جودينو وخمسة طرادات معارك بقيادة الفريق البحري ديفيد بيتي.
تعرض الأسطول الألماني لخسائر فادحة تضمنت وفاة 712 بحارًا، وإصابة 530 آخرين، وأسر 336 بسبب تفوق الأسطول البريطاني من حيث العدد إضافةً إلى التوقيت المفاجئ للهجوم؛ كما غرقت ثلاثة طرادات ألمانيةً خفيفةً وقوارب طوربيد، مع تعرض العديد غيرها لأضرار جسيمة. واقتصرت خسائر البريطانيين على 35 قتيلًا و55 جريحًا. كما أصيب طراد خفيف وثلاث مدمرات بأضرار أيضًا. وعلى الرغم من تباين السفن المشاركة في المعركة، فقد اعتبرت المعركة انتصارًا كبيرًا في بريطانيا، إذ استقبلت حشود غفيرة السفن المنتصرة للاحتفاء بها.
ظهر ديفيد بيتي بصورة البطل، على الرغم من أن دوره لم يكن جوهريًا في التخطيط أو المشاركة بالغارة، التي قادها العميد البحري ريجينالد تيرويت وروجر كيز، اللذين أقنعا الأميرالية بتبنيها. كان من الممكن أن تؤدي الغارة لكارثة في صفوف البريطانيين، لو لم يرسل الأدميرال جون جيليكو تعزيزات تحت قيادة بيتي في اللحظة الأخيرة. قامت الحكومة الألمانية، والقيصر على وجه الخصوص، بتقييد حرية عمل الأسطول الألماني، وأمره بتجنب أي اتصال مع القوات العليا لعدة أشهر بعد ذلك.

## التخطيط للهجوم
قاد العميد البحري روجر كيز سربًا من الغواصات بعيدة المدى التي كانت تقوم بانتظام بدوريات في خليج هيليغولاند في هارويتش، وأصدر العميد البحري ريجينالد تيرويت أمرًا بتسيير مدمرة في دورية. لاحظوا أن المدمرات الألمانية قد تبنت نمطًا منتظمًا من الدوريات إذ تقوم الطرادات كل مساء بمرافقة المدمرات خارج الميناء، للقيام بدوريات على السفن البريطانية أثناء الليل قبل أن يتم استقبالهم ومرافقتهم إلى مقرهم كل صباح. اقترح كيز وتيرويت إرسال قوة متفوقة أثناء الظلام لنصب كمين للمدمرات الألمانية عند عودتهم. تضمنت الخطة ظهور ثلاث غواصات بريطانية في وضع يسمح لها بسحب المدمرات الألمانية مرةً أخرى إلى البحر لتقوم قوة بريطانية أكبر، مكونة من 31 مدمرة مصحوبةً بتسع غواصات، بفصلها عن بقية القوات الألمانية. وفي نفس الوقت، تنتظر الغواصات البريطانية الأخرى مغادرة أي سفن ألمانية أكبر مصب نهر اليشم قبل المساعدة. أثار كيز إعجاب اللورد الأول للأميرالية ونستون تشرشل بجرأة خطته التي تم تبنيها مع بعض التغييرات. اعتُمدت الساعة 08:00 لتكون الوقت الأمثل للهجوم على الدورية الألمانية النهارية. طلب كيز وتيرويت الدعم لعملياتهم، مع طلب إحضار الأسطول الكبير جنوبًا ودعم سرب من ستة طرادات خفيفةً بقيادة العميد البحري ويليام غودينو. رفض رئيس الأركان نائب الأدميرال دوفتون ستاردي هذا الطلب، ووافق بدلًا من ذلك على وضع قوات أخف فقط تتكون من قوة الطرادات كي بقيادة الأدميرال جوردون مور، مع طرادات القتال إتش إم إس نيوزلندا وإنفنسبل على بعد 40 ميل (35 ميل بحري؛ 64 كم) إلى الشمال الغربي؛ وقوة الطرادات سي التي تضم طرادات مدرعة من فئة كريسي بما فيها إتش إم إس كريسي وأبوكير وباكتشانتي وهوغو ويوريالوس على بعد 100 ميل (87 ميل بحري؛ 160 كم) غربًا.
خُطط للهجوم في 28 أغسطس، وكان من المقرر أن تبحر الغواصات في 26 أغسطس، مع سفر كيز على متن المدمرة لورتشر، ومغادرة السفن السطحية عند فجر يوم 27 أغسطس. كما خُطط لمغادرة تيرويت على متن الطراد الخفيف الجديد إتش إم إس أريثوسا، لقيادة الأسطول الثالث المكون من 16 مدمرة حديثة من الفئة إل، بينما سيقود مرؤوسه، الكابتن ويليام بلانت، على متن الطراد الخفيف إتش إم إس فيرليس، الأسطول الأول المكون من 16 مدمرة قديمة. طلب تيرويت استبدال طراده إتش إم إس أريثوسا لأنه كان بطيئًا جدًا في مواكبة المدمرات الخاصة به، إذ لم يصل هذا الطراد حتى 26 أغسطس؛ وقد كان طاقمه قليل الخبرة، إذ لم يكتشف تعطل مدافع إم كي في 4 بوصات (100 ملم) الجديدة حتى لحظة إطلاقها.
لم يتم إخبار الأدميرال جون جيليكو، قائد الأسطول الكبير بالخطة حتى 26 أغسطس، ليطلب حينها، وعلى الفور، الإذن لإرسال تعزيزات للانضمام إلى الغارة ولتقريب الأسطول من مكان المعركة؛ لم يسُمح له سوى بإرسال طرادات قتالية لدعمهم. أرسل جيليكو، نائب الأدميرال ديفيد بيتي، مع طرادات المعركة إتش إم إس ليون وكوين ماري وبرينسيس رويال وغودإينف مع أول سرب طرادات خفيفة؛ والذي تكون من إتش إم إس ساوثمبتون وبيرمنغهام وفالماوث وليفربول ولويستأوفت ونوتينهام. أبحر جيليكو جنوبًا من سكابا فلو مع بقية الأسطول وأرسل رسالةً أخبر فيها تيرويت بإمكانية وصول تعزيزات؛ إلا أن الرسالة لم تصل إلى هارويتش أبدًا. لم يكتشف تيرويت وجود تعزيزات حتى ظهرت سفن غودإينف من خلف الضباب، ما أدى إلى حالة من الذعر عندما اعتقد أنها سفن ألمانية. صدرت أوامر للغواصات من الفئة إي، إتش إم إس إي 4 وإي 5 وإي 9 بمهاجمة السفن الألمانية المعززة أو المنسحبة. في حين تموضعت إتش إم إس إي 6 وإي 7 وإي 8 على مسافة 4 ميل (3.5 ميل بحري؛ 6.4 كم) لجذب المدمرات الألمانية إلى عمق المياه. وتمركزت إتش إم إس دي 2 ودي 8 قبالة نهر إمس لمهاجمة التعزيزات إذا جاءت من هذا الاتجاه.